# 200 More Miles: Live Performances 1985-1994
200 More Miles: Live Performances 1985-1994 è una raccolta di esibizioni dal vivo (su doppio CD) del gruppo canadese dei Cowboy Junkies, pubblicato dalla RCA Records (ed anche dalla BMG Records) nell'ottobre del 1995.

## Tracce
CD 1
1. Blue Moon Revisited (A Song for Elvis) – 6:46 (Lorenz Hart, Richard Rodgers, adattamento, musiche e testi aggiunti di Margo Timmins e Michael Timmins) – Registrato dal vivo il 25 luglio 1989 al Ontario Place Forum di Toronto, Canada
2. 200 More Miles – 6:05 (Michael Timmins) – Registrato dal vivo il 25 luglio 1989 al Ontario Place Forum di Toronto, Canada
3. Me and the Devil – 5:15 (Robert Johnson) – Registrato dal vivo il 25 luglio 1989 al Ontario Place Forum di Toronto, Canada
4. State Trooper – 4:07 (Bruce Springsteen) – Registrato dal vivo il 31 ottobre 1986 al The Blue Note Cafe di Winnipeg, Canada
5. Sun Comes Up, It's Tuesday Morning – 4:06 (Michael Timmins) – Registrato dal vivo il 6 marzo 1992 al The Royal Albert Hall di Londra, Inghilterra
6. Oregon Hill – 4:53 (Michael Timmins) – Registrato dal vivo il 6 marzo 1992 al The Royal Albert Hall di Londra, Inghilterra
7. Where Are You Tonight – 5:19 (Michael Timmins) – Registrato dal vivo il 3 giugno 1994 al The Chance di Poughkeepsie, New York, Stati Uniti
8. Spoken Intro – 2:33 – Registrato dal vivo il 16 aprile 1994 al The Fox Theatre di Boulder, Colorado, Stati Uniti
9. 'Cause Cheap Is How I Feel – 4:06 (Michael Timmins) – Registrato dal vivo il 16 aprile 1994 al The Fox Theatre di Boulder, Colorado, Stati Uniti
10. Floorboard Blues – 4:22 (Michael Timmins) – Registrato dal vivo il 16 aprile 1994 al The Fox Theatre di Boulder, Colorado, Stati Uniti
11. Murder, Tonight, in the Trailer Park – 7:37 (Michael Timmins) – Registrato dal vivo il 16 aprile 1994 al The Fox Theatre di Boulder, Colorado, Stati Uniti

Durata totale: 55:09
CD 2
1. Sweet Jane – 3:50 (Lou Reed) – Registrato dal vivo il 3 dicembre 1993 al El Mocambo di Toronto, Canada
2. If You Were the Woman and I Was the Man – 3:58 (Michael Timmins) – Registrato dal vivo il 15 maggio 1992 al Berkeley Community Theatre di Berkeley, California, Stati Uniti
3. Pale Sun – 4:36 (Michael Timmins) – Registrato dal vivo il 15 maggio 1992 al Berkeley Community Theatre di Berkeley, California, Stati Uniti
4. Hunted – 4:07 (Michael Timmins) – Registrato dal vivo il 13 dicembre 1993 al CBGB's di New York City, New York, Stati Uniti
5. Lost My Driving Wheel – 6:32 (David Wiffen) – Registrato dal vivo il 13 dicembre 1993 al CBGB's di New York City, New York, Stati Uniti
6. Forgive Me – 7:14 (John Lee Hooker) – Registrato dal vivo il 14 aprile 1994 al Great American Music Hall di San Francisco, California, Stati Uniti
7. Misguided Angel – 5:03 (Margo Timmins, Michael Timmins) – Registrato dal vivo il 2 febbraio 1992 al Mountain Stage di Charleston, West Virginia, Stati Uniti
8. I'm so Lonesome I Could Cry – 5:54 (Hank Williams) – Registrato dal vivo il 25 luglio 1989 al Ontario Place Forum di Toronto, Canada
9. Walking After Midnight – 7:32 (Alan Block, Don Hecht) – Registrato dal vivo il 25 luglio 1989 al Ontario Place Forum di Toronto, Canada
10. Bad Boy (Hidden Track) – 4:18

Durata totale: 53:04
- Il brano: If You Were the Woman and I Was the Man sul CD è accreditato a Michael Timmins, in realtà e comunemente attribuito a John Prine.

## Musicisti
Blue Moon Revisited (A Song for Elvis) / 200 More Miles / Me and the Devil / I'm so Lonesome I Could Cry / Walking After Midnight
- Margo Timmins - voce
- Michael Timmins - chitarra
- Alan Anton - basso
- Peter Timmins - batteria
- Jeff Bird - armonica, fiddle, mandolino
- Jaro Czerwinec - accordion
- David Houghton - percussioni
- Kim Deschamps - chitarra pedal steel, chitarra lap steel

State Trooper / Forgive Me
- Margo Timmins - voce
- Michael Timmins - chitarra
- Alan Anton - basso
- Peter Timmins - batteria

Sun Comes Up, It's Tuesday Morning / Oregon Hill / Pale Sun / Misguided Angel
- Margo Timmins - voce
- Michael Timmins - chitarra
- Alan Anton - basso
- Peter Timmins - batteria
- Jeff Bird - armonica, mandolino, mandolino elettrico, percussioni
- Ken Myhr - chitarra solista
- Spencer Evans - pianoforte, organo, clarinetto

Where Are You Tonight / Spoken Intro / 'Cause Cheap Is How I Feel / Floorboard Blues / Murder, Tonight, in the Trailer Park / Sweet Jane / Hunted / Lost My Driving Wheel
- Margo Timmins - voce
- Michael Timmins - chitarra
- Alan Anton - basso
- Peter Timmins - batteria
- Jeff Bird - armonica, mandolino, mandolino elettrico, percussioni
- Ken Myhr - chitarra solista

If You Were the Woman and I Was the Man
- Margo Timmins - voce
- Michael Timmins - chitarra
- Alan Anton - basso
- Peter Timmins - batteria
- Jeff Bird - armonica, mandolino, mandolino elettrico, percussioni
- Ken Myhr - chitarra solista
- Spencer Evans - pianoforte, organo, clarinetto
- John Prine - voce[1]